# 陕西路
陕西路，中国北宋时设置的路。

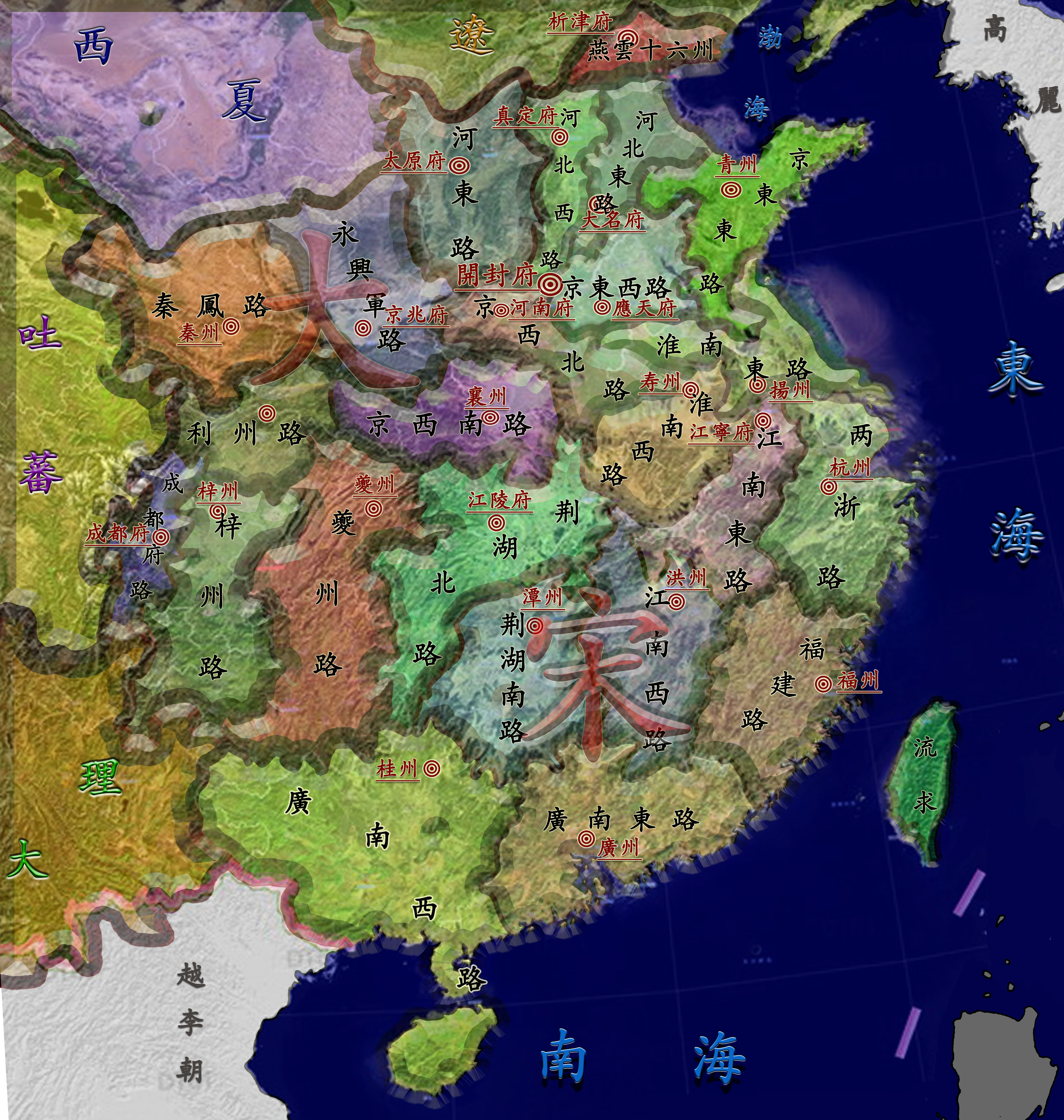
北宋 分路图

至道十五路之一。治所在京兆府（今陕西省西安市）。辖今陕西省和宁夏回族自治区长城以南，秦岭以北及山西闻喜县以南、河南陕州区以西、甘肃东南部泾原、渭川二道地区。熙宁五年（1072年）分为永兴军路、秦凤路二路。元丰元年（1078年）併为陕西路，八年（1085年）再分为永兴军路、秦凤路二路。但习惯上仍称此二路为陕西路。